# Hugh Walters
Hugh Walters (15. června 1910 – 13. ledna 1993) byl britský spisovatel science fiction, který napsal sérii knih s názvem Chris Godfrey of U.N.E.X.A.. Mezi díla v této sérii patří i kniha Mission to Mercury z roku 1965.

## SérieChris Godfrey of U.N.E.X.A.
1. Blast Off at Woomera (1957)
2. The Domes of Pico (1958)
3. Operation Columbus (1959)
4. Moon Base One (1960)
5. Expedition Venus (1962)
6. Destination Mars (1963)
7. Terror by Satellite (1964)
8. Journey to Jupiter (1965)
9. Mission to Mercury (1965)
10. Spaceship to Saturn (1967)
11. The Mohole Mystery (1968)
12. Nearly Neptune (1968)
13. First Contact? (1971)
14. Passage to Pluto (1973)
15. Tony Hale, Space Detective (1973)
16. Murder on Mars (1975)
17. The Caves of Drach (1977)
18. The Last Disaster (1978)
19. The Blue Aura (1979)
20. The Dark Triangle (1979)
21. The Glass Men (nepublikováno)